# Mercedes de Jesús Egido
María del Rosario Egido y Izquierdo, en religion Mercedes de Jesús, née le 29 mars 1935 à Salamanque en Espagne, morte le 3 août 2004 à Alcázar de San Juan dans la province de Ciudad Real, est une religieuse espagnole de l'ordre de l'Immaculée Conception, réputée pour sa sainteté. Elle est « servante de Dieu ». 

## Biographie
María del Rosario Egido y Izquierdo naît le 29 mars 1935 à Salamanque,. Elle est la fille d'un couple de tailleur, ldefonso Egido y Curto et Carmen Izquierdo y Olazzari. La famille, composée de neuf enfants, est profondément chrétienne. 
À l'âge de sept ans, Maria et l'une de ses sœurs sont inscrites dans un internat géré par les Filles de la charité de saint Vincent de Paul. Faisant preuve d'une compréhension avancée des études, elle est mise dans une classe supérieure à son groupe d'âge. En parallèle, Elle commence à huit ans à ressentir la vocation religieuse, développant un fort désir de devenir missionnaire. Au bout de quatre ans, cependant, elle doit quitter l'école car ses parents envisagent de déménager à Madrid dans l'espoir d'y trouver du travail. 
Après une longue période de réflexion, elle suit ses deux sœurs aînées dans l'Ordre de l'Immaculée Conception et s'installe au monastère de La Puebla de Montalbán (province de Tolède), le 25 octobre 1953. Admise au noviciat du monastère le 27 avril 1954, elle reçoit le nom religieux de Mercedes de Jesús. Puis elle prononce ses vœux temporaires de vie consacrée le 12 mai 1955 suivi par ses vœux solennels le 16 mai 1958. Le 20 janvier 1964, elle est transférée au monastère d'Alcázar de San Juan, (province de Ciudad Real), par la fédération de l'ordre.
Influencée par le décret de 1965 du concile Vatican II sur l'adaptation et la rénovation de la vie religieuse, Mercedes a suivi Béatrice de Silva, la fondatrice portugaise de l'Ordre de l'Immaculée Conception, et le 8 septembre 1996, elle devient une réformatrice de l'ordre après avoir reçu du Saint-Siège le décret d'approbation des amendements aux constitutions générales de l'ordre.
Mercedes de Jesús meurt le 3 août 2004 au monastère des religieuses Conceptionnistes d'Alcázar de San Juan. La messe de requiem est présidée par 19 prêtres, dont l'évêque émérite Rafael Torija de la Fuente (es).

## Cause en béatification
La cause pour l'éventuelle béatification de Mercedes de Jesús Egido a conduit à l'ouverture officielle du procès diocésain le 8 novembre 2010. Après les enquêtes et les recueils de témoignages, le procès diocésain est officiellement clos le 24 juin 2013. Le dossier est ensuite transmis à Rome, où la Congrégation pour les causes des saints reconnaît le 6 février 2015 la validité de la procédure diocésaine. 
L'étape suivante est l'élaboration de la positio sur la vie et les vertus, et son examen par les commissions de la Congrégation pour la cause des saints.

## Source
- (en) Cet article est partiellement ou en totalité issu de l’article de Wikipédia en anglais intitulé « Mercedes de Jesús Egido » (voir la liste des auteurs).